# Felipe II de Waldeck
Felipe II de Waldeck-Eisenberg (3 de marzo de 1453 - 26 de octubre de 1524 en el castillo de Sparrenburg, en Bielefeld) fue conde de Waldeck-Eisenberg. Sus padres fueron el conde Wolrad I de Waldeck y Bárbara de Wertheim (n. 1422).
Como hijo menor, Felipe originalmente estaba destinado a una carrera eclesiástica, pero después de la muerte de su hermano mayor Felipe I, abandonó el clero por razones dinásticas y gobernó el condado de Waldeck como regente en nombre de su sobrino menor de edad Enrique VIII. En 1486, Felipe y su sobrino se dividieron el condado, Felipe II recibió Waldeck-Eisenberg y Enrique VIII recibió Waldeck-Widlungen.
En 1499, se descubrió en Eisenberg una veta muy rica en oro, y después de tres años hubo una prolongada disputa entre los Condes de Waldeck y el Señor de Viermund sobre los derechos mineros en el monte Eisenberg.
En 1505, el duque Guillermo IV de Jülich-Berg permitió a Felipe II, como su gobernador, operar las minas en los distritos de Ravensberg y Sparrenberg. Además de Felipe, el consejo de la compañía minera incluía a dos alguaciles de Guillermo IV, representantes de la ciudad de Bielefeld, incluyendo ambos alcaldes, y un experto minero de Turingia.
En 1507, adquirió el castillo de Steffenburg, que había sido construido por Curd von Ense a principios del siglo XVI. Era un aliado del arzobispo Alberto de Maguncia, lo que es el motivo por el que fue hecho prisionero en marzo de 1516 en Padberg por Götz von Berlichingen, quien estaba en disputa con Alberto en ese tiempo. Después de un prolongado periodo de cautiverio, Felipe fue liberado, a cambio de un rescate de 8900 ducados.

## Matrimonio e hijos[4]
El 3 de noviembre de 1478, contrajo matrimonio con su primera esposa, Catalina (f. 1492), la hija del conde Kuno de Solms-Lich y de Walpurgis de Dhaun. Tuvo seis hijos con ella:
- Jorge (1483-1504)
- Ana (n. 1485)
- Felipe III (9 de diciembre de 1486 en Waldeck - 1539)
- Clara (n. 1487)
- Francisco (7 de julio de 1488 en Sparrenberg - 15 de julio de 1553 en Wolbeck), obispo de Osnabrück y Münster y administrador de Minden
- Isabel (n. 1489)

En 1497, contrajo matrimonio con Catalina de Querfurt (fallecida en 1521 en Kelbra), la viuda del 38.º conde Günther de Schwarzburgo-Blankenburg. Dicho matrimonio no tuvo hijos.